# Göran Engström (politiker)
Per Göran Engström, född 11 oktober 1945 i Söderbärke församling i Kopparbergs län, är en svensk politiker (centerpartist) och skogsbrukare från Dullbo i Dalarna. Han är ledamot för Centerpartiet i omsorgsnämnden och fullmäktige i Smedjebackens kommun. Han var fram till 2018 ledamot i landstingsfullmäktige i Dalarnas län. Engström var riksdagsledamot av Sveriges riksdag mellan 4 oktober 1976 och 30 september 1991. Från 11 oktober 1988 fram tills 29 september 1991 var han även suppleant i Arbetsmarknadsutskottet och Socialutskottet.